# Episodi di New Tricks - Nuove tracce per vecchie volpi (terza stagione)
La terza stagione di New Tricks - Nuove tracce per vecchie volpi è composta da 8 episodi. In Italia viene trasmessa su Giallo, canale 38 del digitale terrestre.
| nº | Titolo originale | Titolo italiano           | Prima TV UK    | Prima TV Italia |
| -- | ---------------- | ------------------------- | -------------- | --------------- |
| 1  | Lady's Pleasure  | Un uomo a pagamento       | 17 Aprile 2006 | 2006            |
| 2  | Dockers          | Amori segreti             | 24 Aprile 2006 | 2006            |
| 3  | Old Dogs         | Vecchi segugi             | 1 Maggio 2006  | 2006            |
| 4  | Diamond Geezers  | Affari di famiglia        | 8 Maggio 2006  | 2006            |
| 5  | Wicca Work       | Caccia alle strege        | 15 Maggio 2006 | 2006            |
| 6  | Bank Robbery     | Scambio di persona        | 22 Maggio 2006 | 2006            |
| 7  | Ice Cream Wars   | Una faida di vecchia data | 29 Maggio 2006 | 2006            |
| 8  | Congratulations  | Buon compleanno U.C.O.S.! | 5 Giugno 2006  | 2006            |